# Ube

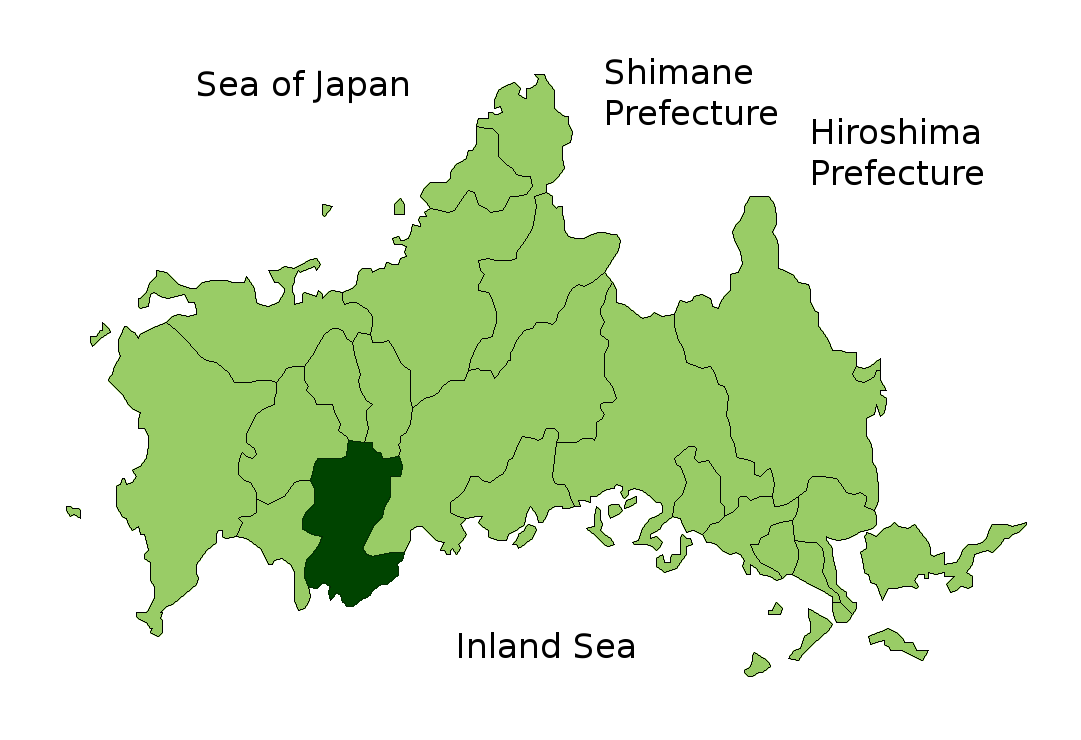

Ube (宇部市 Ube-shi?) este un municipiu din Japonia, prefectura Yamaguchi.